# ایوان تونی
ایوان تونی(به انگلیسی: Ivan Benjamin Elijah Toney) (زاده ۱۶ مارس ۱۹۹۶) یک بازیکن فوتبال اهل انگلستان است. که در پست مهاجم برای باشگاه فوتبال الاهلی عربستان سعودی بازی می‌کند.